# Tom el gato
Thomas "Tom" Cat, más conocido como  Tom (o también El Gato Tom), es el protagonista del clásico animado Tom y Jerry, de Metro Goldwyn Mayer y Hanna-Barbera. Creado por William Hanna y Joseph Barbera, es un gato doméstico, mayormente mudo de pelo corto azul grisáceo y blanco que apareció por primera vez en el corto animado de MGM de 1940, Puss Gets the Boot. Originalmente se llamó "Jasper" durante su debut en el corto; sin embargo, en su próxima aparición en The Midnight Snack fue conocido como "Tom" o "Thomas".
Tom junto a su coprotagonista de Tom y Jerry, Jerry el Ratón, son unos de los varios personajes icónicos de Hanna-Barbera.

## Historia

### Dibujos animados de Tom y Jerry
Su nombre, "Tom Cat", se basa en "tomcat", una frase que se refiere a los gatos machos. Por lo general, es mudo y rara vez se le escucha hablar, con la excepción de algunos dibujos animados (como The Lonesome Mouse de 1943, The Zoot Cat de 1944 y Tom and Jerry: The Movie de 1992). Sus únicos sonidos vocales notables fuera de esto son sus varios gritos cada vez que está sujeto al pánico o, más frecuentemente, al dolor. 
Él está continuamente detrás de Jerry el Ratón, para quien coloca trampas, muchas de las cuales son contraproducentes y le causan daño a él en lugar de a Jerry. Su grito característico fue proporcionado por el creador William Hanna.
Tom ha cambiado a lo largo de los años con su evolución, especialmente después de los primeros episodios. Por ejemplo, en su debut, fue cuadrúpedo. Sin embargo, a lo largo de los años (desde el episodio Dog Trouble), se ha vuelto casi completamente bípedo y tiene inteligencia humana y es similar a su apariencia anterior, en shorts de 1945 tenía bigotes retorcidos y su apariencia iba cambiando. 
En la década de 1940 y principios de la de 1950, tenía el pelaje blanco entre los ojos. En los dibujos animados más recientes, el pelaje blanco se ha ido.  Como personaje de dibujos animados de comedia, Tom tiene un nivel de elasticidad sobrehumano. Suele ser derrotado (o muy raramente, asesinado, como en Mouse Trouble, donde explota) al final, aunque hay algunas historias en las que engaña y derrota a Jerry.
Tom ha sido retratado de diversas formas como un gato doméstico que hace su trabajo y una víctima de los intentos de chantaje de Jerry, a veces en el mismo período. Casi siempre es llamado por su nombre completo "Thomas" por Mammy Two Shoes (su dueña original) y también por todas sus dueñas.

### Mojada y peligrosa
Tom y Jerry aparecieron juntos en el musical Mojada y peligrosa de Technicolor Metro-Goldwyn-Mayer de 1945, donde Tom aparece brevemente como mayordomo de King Jerry, este último que tiene una secuencia de baile con Gene Kelly, y también en otro musical con el mismo estudio Dangerous When Wet (1953), donde, en una secuencia de sueños, la protagonista Katie Higgins (Esther Williams) hace un ballet submarino con Tom y Jerry, así como representaciones animadas de las diferentes personas de su vida.

## Actores de doblaje
A pesar de que casi todos los cortos muestran a Tom en silencio (además de sus sonidos vocales como gritos y jadeos), hay algunas caricaturas que lo presentan hablando, como su primera aparición en una película (junto con su coprotagonista Jerry) en 1993 Tom and Jerry: The Movie, siendo un ejemplo de como hablan Tom y Jerry a lo largo de la película.
Aquí están varios de sus actores de doblaje:
- Harry E. Lang (1940-1953): Efectos vocales en la era Hanna-Barbera (1940-1943, 1944-1946, 1953) cortos y Mouse in Manhattan (1945) como uno de los gatos callejeros,[4] El show de Tom y Jerry (serie de televisión de 2014) (grabación de archivo de cortos clásicos) y hablando en los cortos: Mouse Trouble, Part-Time Pal y The Missing Mouse(1944-1953).
- William Hanna (1941-1958): Cortometrajes de efectos vocales en la era Hanna-Barbera (1940-1958), Tom y Jerry: Shiver Me Whiskers (grabación de archivo de cortos clásicos), El show de Tom y Jerry (serie de televisión de 2014) (archivo grabaciones de cortos clásicos) (grabación de archivo de cortos clásicos) y Tom & Jerry (película de 2021) (grabación de archivo de cortos clásicos), hablando en los cortos: The Lonesome Mouse, The Zoot Cat, The Million Dollar Cat, The Mouse Comes ¡Para cenar, tranquilo, por favor!, Trampa feliz.
- Jerry Mann (1944; 1946): hablando en el corto de 1944: The Zoot Cat, hablando en el corto de 1946: Solid Serenade.[5][6]
- Billy Bletcher (1944; 1946, 1950): hablando en el corto de 1944: The Bodyguard, ríe en el corto de 1946: Solid Serenade,[7] ríe en el corto de 1950: Jerry and the Lion.
- Ira "Buck" Woods (1946): cantando en el corto de 1946: Solid Serenade.[7]
- Frank Graham (1946): hablando en el corto de 1946: Solid Serenade.[7]
- Ken Darby (1950): "cantando" en el corto de 1950: Texas Tom.
- Daws Butler (1950, 1957): hablando en el corto de 1950: The Framed Cat, hablando en el corto de 1957: Mucho Mouse.
- Allen Swift (1961-1962): efectos vocales en los cortometrajes de la era Gene Deitch (1961-1962).[8]
- Gene Deitch (1961-1962): efectos vocales en la era Gene Deitch (1961-1962) cortos.[8]
- Mel Blanc (1963-1967): efectos vocales en la era Chuck Jones (1963-1967) cortos y Tom & Jerry (película de 2021) (grabación de archivo de cortos clásicos).
- Terence Monk (1964, 1967): El gato arriba y el ratón abajo, cantando en el corto de 1967: Gato y gato Dupli
- Chuck Jones (1965-1967): efectos vocales en los cortometrajes de la era Chuck Jones (1963-1967).
- Abe Levitow (1966-1967): efectos vocales en los cortometrajes de la era Chuck Jones (1963-1967).
- John Stephenson : El show de Tom y Jerry (serie de televisión de 2014)
- Lou Scheimer : El programa de comedia de Tom y Jerry
- Frank Welker: Tom & Jerry Kids, comerciales de televisión internacionales y Tom & Jerry (película de 2021).
- Richard Kind (1992): habla, no habla y canta en Tom y Jerry: la película.
- Jeff Bergman: parachoques de Cartoon Network Latinoamérica.[9]
- Alan Marriott: Tom y Jerry en Fists of Furry
- Jeff Glen Bennett: Tom y Jerry: El anillo mágico
- Marc Silk: Tom y Jerry en La guerra de los bigotes
- Scott Innes: parachoques de Boomerang en Reino Unido e Irlanda.[10]
- Bill Kopp: Tom y Jerry: despega a Marte y Tom y Jerry: Rápido y peludo
- Spike Brandt: The Karate Guard, Tom y Jerry: A Nutcracker Tale, Tom y Jerry: Robin Hood y su ratón alegre, Tom y Jerry's Giant Adventure, Tom y Jerry: El dragón perdido, Tom y Jerry: Spy Quest, y Tom y Jerry: Willy Wonka y la fábrica de chocolate.
- Don Brown: Cuentos de Tom y Jerry
- Billy West: Tom y Jerry conocen a Sherlock Holmes, Tom y Jerry y el mago de Oz, y Tom y Jerry: Regreso a Oz.
- Rich Danhakl: El show de Tom y Jerry (serie de televisión de 2014)
- Tom Kenny: Una de sus 9 vidas en El show de Tom y Jerry (serie de televisión de 2014)
- Dave B. Mitchell: Una de sus 9 vidas en El show de Tom y Jerry (serie de televisión de 2014)
- Rene Mujica: Una de sus 9 vidas en El show de Tom y Jerry (serie de televisión de 2014)

Expresado en material no oficial:
- Stephen Stanton (2012): Loco.[11]
- Seth MacFarlane (2013): Padre de familia.

Tom ha tenido varios actores de voz diferentes a lo largo de los años. Cuando el personaje debutó en Puss Gets the Boot, el actor de voz Harry E. Lang proporcionó los chillidos y maullidos de Tom. Continuaría haciéndolo hasta Sufferin Cats (1943). Comenzando con el corto The Night Before Christmas (1941), el cocreador William Hanna proporcionó los efectos vocales del personaje hasta el último corto Tot Watchers de Hanna-Barbera (1958). 
Durante este período de tiempo, Lang ocasionalmente proporcionó efectos vocales e hizo la voz hablante de Tom entre 1944 y 1953.
Billy Bletcher también lo expresó en algunos cortos entre 1944 y 1950. Stepin Fetchit también lo hizo en una secuencia en el corto Mouse Cleaning (1948). En 1961-1962, cuando Gene Deitch asumió el cargo de director después del cierre del estudio de dibujos animados MGM en 1957, él y Allen Swift hicieron efectos vocales para Tom durante ese período de tiempo.
Cuando Chuck Jones asumió el cargo durante 1963-1967, él, Abe Levitow y Mel Blanc (conocido por dar voz a Bugs Bunny y otros personajes) le dieron la voz a Tom.
En The Tom and Jerry Show (1975), Tom fue interpretado por John Stephenson.
Lou Scheimer le prestó su voz en The Tom and Jerry Comedy Show en 1980-1982.
Frank Welker le prestó su voz en Tom and Jerry Kids en 1990-1993.
Otros actores de voz incluyen a Richard Kind (en Tom y Jerry: La película), Alan Marriott (en Tom y Jerry en Fists of Furry), Jeff Bennett (en Tom y Jerry: El anillo mágico), Marc Silk (en Tom y Jerry en War of the Whiskers) y Bill Kopp (en Tom y Jerry: Blast Off to Mars y Tom y Jerry: The Fast and the Furry).
También las voces de Spike Brandt (en The Karate Guard, Tom y Jerry: Un cuento de cascanueces, Tom y Jerry: Robin Hood y su ratón alegre, La gigantesca aventura de Tom y Jerry, Tom y Jerry: El dragón perdido, Tom y Jerry: Búsqueda del espía y Tom y Jerry: Willy Wonka y el chocolate Factory), Don Brown (en Tom y Jerry Tales) y Billy West (en Tom y Jerry Conoce a Sherlock Holmes, Tom y Jerry y el Mago de Oz, y Tom y Jerry: Regreso a Oz). 
En el show de Tom y Jerry (2014), sus efectos vocales los proporciona el diseñador de sonido del programa, Rich Danhakl, y grabaciones de archivo de William Hanna y Harry E. Lang de los cortos teatrales originales.

## En la cultura popular
Se planeó que Tom y Jerry aparecieran como cameo en la escena eliminada "El funeral de Acme" de la película de 1988, ¿Quién engañó a Roger Rabbit?